# Jack Welch
John Francis "Jack" Welch Jr. (Peabody, Massachusetts; 19 de noviembre de 1935-Manhattan, Nueva York; 1 de marzo de 2020) fue un empresario, escritor e ingeniero estadounidense.

## Biografía
Nacido en el seno de una familia de origen irlandés, Jack estudió ingeniería química y se incorporó a General Electric en 1960, donde fue ascendiendo hasta convertirse en consejero delegado en 1985, en sustitución de Reginald Jones. Durante su mandato, los beneficios de la compañía ascendieron a 410.000 millones de dólares, con lo que ésta se convirtió en una de las empresas más grandes del mundo. Welch fue posteriormente director de Jack Welch, LLC, compañía que proporciona asesoramiento a empresas. Welch permaneció en el cargo hasta septiembre de 2001, siendo sustituido por Jeff Immelt, artífice de la decisión de General Electric de abandonar el negocio financiero para centrarse en sus orígenes: el sector industrial.
Su jefe, que veía en él un talento inusual, lo invitó a cenar para hacerlo desistir de su idea, prometiéndole reubicarlo en otro puesto de la corporación. Ellos no lo sabían, pero aquella cena de cuatro horas sería un hito central en la historia de General Electric.[cita requerida]
Welch hizo una carrera meteórica, alcanzando la vicepresidencia de la compañía con apenas 37 años. Finalmente, en 1981, a los 45, se convirtió en el director ejecutivo más joven de la historia de la empresa fundada un siglo atrás por el genial inventor, Thomas Alva Edison.
Desde el cómodo sillón central del directorio, Welch trabajó infatigablemente durante toda la década del ochenta para hacer de la elefantiásica GE, una compañía dinámica y competitiva. Reestructuró la empresa, depuró la burocracia y adoptó métodos de eficiencia novedosos y temibles. Todos los años, Welch despedía al 10% de los gerentes con peores resultados mientras que premiaba a los 20% mejores con bonos salariales y stock-options. El tijeretazo se hizo sentir. De los 411.000 empleados de GE en 1980 solo quedaban unos 300.000 en 1985.
En los años noventa, con GE ya reestructurada, Welch se decidió a modernizarla añadiendo actividades de servicios a sus tradicionales ventas de artículos de consumo. Con un agresivo programa de adquisiciones, diversificó los negocios de la compañía.
¿Cuál fue el balance de su gobierno? Desde su asunción en 1981 hasta su retiro en el 2001, la facturación GE se quintuplicó desde 26.000 millones a 130.000 millones. Elegido Mánager del Siglo en 1999 por la revista Fortune, hoy Jack se dedica al golf mientras disfruta de un plan de retiro de 8 millones de dólares anuales.[cita requerida]
Fue elegido, por la revista Fortune, Ejecutivo del siglo XX, en 1999.